# Nucula subovata
Nucula subovata är en musselart som beskrevs av Addison Emery Verrill och Katharine Jeanette Bush 1898. Nucula subovata ingår i släktet Nucula och familjen nötmusslor. Inga underarter finns listade i Catalogue of Life.